# Thibessart
Thibessart (en Wallon Thièbésart) est un village de l’Ardenne belge, en bordure occidentale de la forêt d'Anlier. Sis à quelques kilomètres au sud du village de Léglise il fait administrativement partie de la commune de Léglise dans la province de Luxembourg, en Région wallonne de Belgique.
Le village se trouve en zone « Natura 2000 » et est traversé par un ruisseau: la Mandebras, affluent de la Rulles.

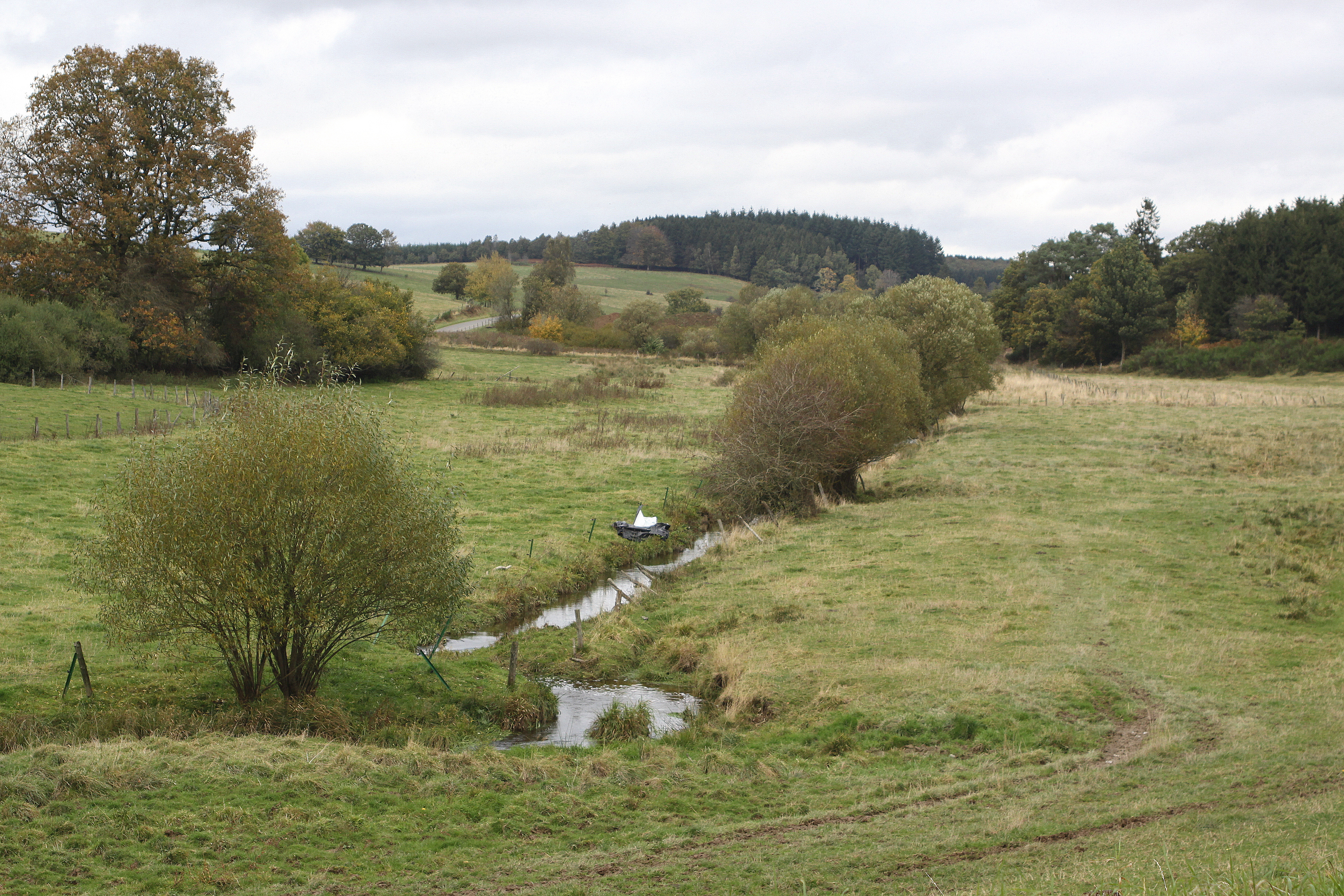
La Mandebras, près de Thibessart